# Wolfgang von Ysenburg-Ronneburg
Wolfgang von Ysenburg-Ronneburg (* 12. Juni 1533 auf der Burg Ronneburg bei Ronneburg (Hessen); † 20. Dezember 1597 in Kelsterbach) aus dem Haus Isenburg war nach der Erbteilung der Grafschaft Isenburg-Büdingen ab 1560 Regent u. a. über das Amt Langen.

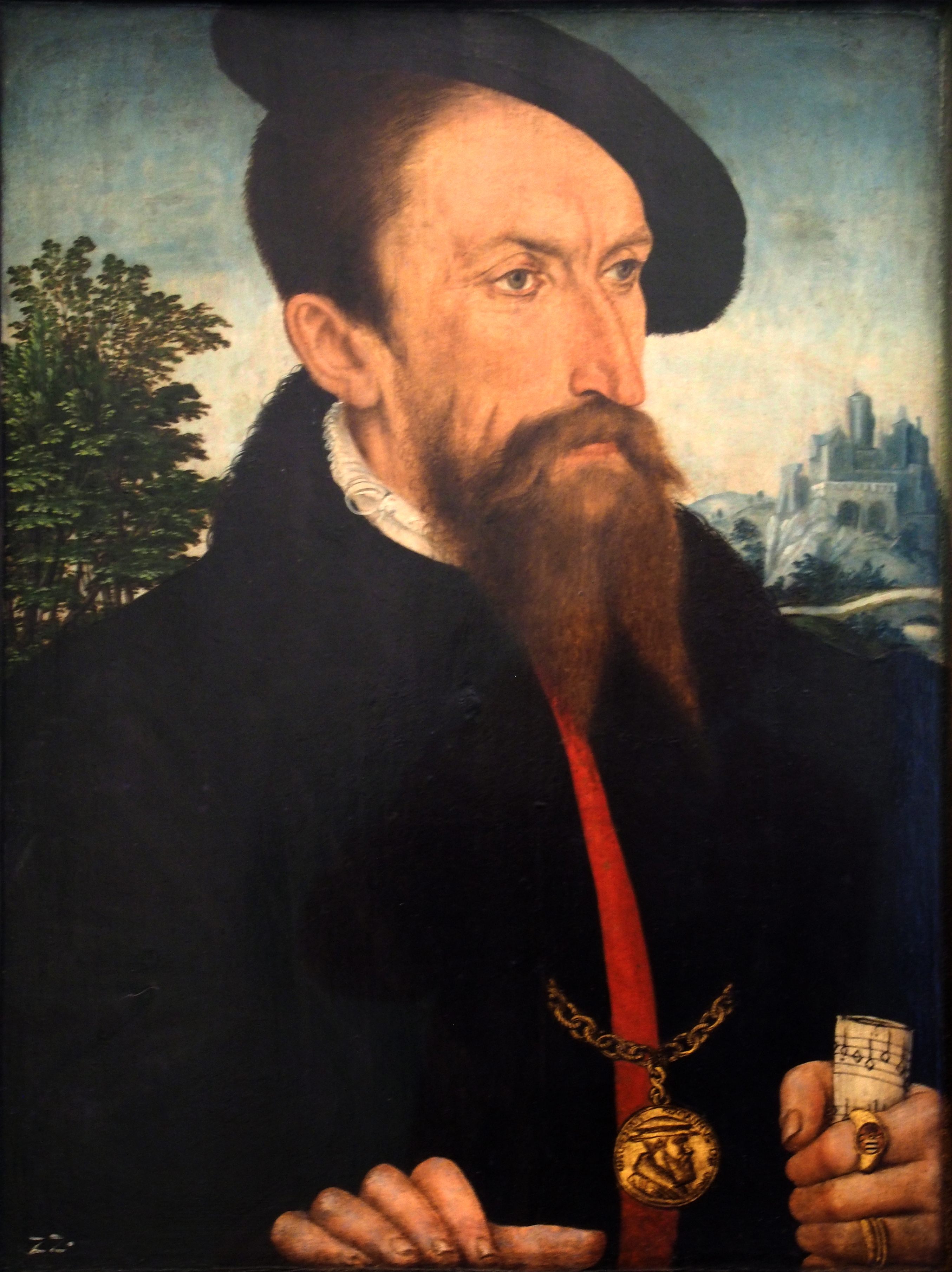
Der Vater: Graf Anton I. von Ysenburg-Büdingen (1501–1560)

Wolfgang wurde am 12. Juni 1533 als siebtes Kind von Anton I. von Ysenburg-Ronneburg und Gräfin Elisabeth von Wied geboren. Wolfgang erhielt seine Erziehung zunächst am Hof Wilhelms des Reichen zu Dillenburg. Gemeinsam mit Wilhelm zu Nassau-Dillenburg kam er 1544 an den kaiserlichen Hof im damals niederländischen Brüssel, beide kehren 1550 nach Nassau zurück. Karl V. persönlich und Maria von Ungarn leiteten nun ihre weitere Ausbildung. Ab 1557 kämpfte er mit Herzog Alba gegen Frankreich.
Als Graf Anton I. von Ysenburg-Ronneburg im Jahr 1560 starb, kehrte Wolfgang erneut auf die Ronneburg zurück und wurde Regent über einen der drei Ysenburg-Ronneburgischen Landesteile. Da der Schwerpunkt seiner Gebiete das Amt Langen war, wollte Wolfgang zunächst  dort sein Residenzschloss errichten (siehe auch: Koberstadt). Aus verkehrstechnischen Gründen entschied er sich dann aber für Kelsterbach, wo der Bau der Wolfenburg um 1566 begonnen wurde. Steine wurden u. a. auf dem Main aus den Ysenburg´schen Kerngebieten um Büdingen herangeschafft. Aus allen Dörfern von Wolfgangs Herrschaftsgebiet waren  Frondienste zu leisten. Erst nach 21 Jahren konnten die Bauarbeiten abgeschlossen werden und Wolfgang verlegte den Sitz des Amtes Langen hierher zu seinem eigenen Wohnsitz.
1573, also während der Bauzeit seines Schlosses, gehörte Wolfgang zum Geleit des neu gewählten polnischen Königs Heinrich von Valois und nahm als Beauftragter von Kaiser Maximilian an dessen Krönung in Krakau teil. Von dort reiste er nach Konstantinopel weiter, wobei der genaue Zweck dieser Reise nicht geklärt ist. Im Jahr 1576, beim Begräbnis Kaiser Maximilians zu Prag, trug Wolfgang die Reichsfahne voran. Zehn Jahre später hatte er noch einmal eine größere Mission, als er als Vertreter der protestantischen deutschen Stände vergeblich versuchte, den französischen König Heinrich III. zu einer Mäßigung in den Religionskämpfen zu bewegen. 
Danach bekannte sich Wolfgang aus nicht ganz geklärten Gründen, vermutlich jedoch unter dem Einfluss des Pfalzgrafen Johann Casimir, zum Calvinismus und zog sich aus der großen Politik zurück. Innerhalb des Hauses Ysenburg blieb er um einen Ausgleich zwischen den Vertretern der verschiedenen Glaubensrichtungen bemüht.
Nach dem Übertritt zum Calvinismus begann Wolfgang mit der Aufnahme niederländischer Glaubensflüchtlinge, die er bei der Burg Hain in der Dreieich ansiedelte, obwohl Philipp von Ysenburg-Birstein und Philipp Ludwig II. von Hanau-Münzenberg, die dort ebenfalls Rechte besaßen, dagegen Einwände erhoben. Als Grundlage des religiösen und sittlichen Lebens gab Wolfgang 1591 eine neue Kirchenordnung heraus.
Graf Wolfgang war dreimal verheiratet, zunächst ab 1562 mit Johanette von Hanau-Lichtenberg, die ihm im November 1564 einen Sohn gebar, der jedoch bereits im darauf folgenden Januar verstarb. Nach der Scheidung 1573 heiratete Wolfgang im Dezember 1577 Ursula von Solms-Braunfels, die im Februar 1585 starb. Bereits im September desselben Jahres ging Wolfgang die dritte Ehe mit Ursula von Gleichen-Rhemda ein, die nach seinem Tod am 20. Dezember 1597 das Kelsterbacher Schloss weiter bewohnte. Die beiden letzten Ehen blieben kinderlos. Wolfgang wurde in der Schlosskapelle beigesetzt. Bedingt durch den Bau seines großzügigen Schlosses hinterließ er Schulden von 74.709 Gulden. Graf Heinrich, sein Bruder, der das Erbe antrat, verkaufte große Teile der Besitzungen, darunter das Amt Langen, in zwei Schritten für insgesamt 380.177 Gulden an Hessen-Darmstadt und wollte dadurch einerseits einen großen Gewinn erzielen, andererseits führte er die Gebiete wieder dem Luthertum zu. Während letzteres gelang, wurden von dem Kaufpreis nur 100.000 Gulden bezahlt, die laut einer Entscheidung des Reichskammergerichts nach einem jahrhundertelangen Prozess zwischen den beiden Herrschaftshäusern auch noch zurückgezahlt werden mussten.
Somit begann und endete die kurze Episode Kelsterbachs als Verwaltungssitz eines deutschen Kleinstaats mit Graf Wolfgang.